# Kaliningrad K-8
Le Kaliningrad K-8 (R-8) (nom de code OTAN : AA-3 « Anab ») était un missile air-air à moyenne portée développé par l'Union soviétique pour être utilisé sur des intercepteurs.
Il fut développé par le bureau de conception OKB-339/NII-339 (actuellement nommé Phazotron NIIR) et son autodirecteur fut conçu par le bureau TsKB-589 GKOT (actuellement nommé TsKB Geofizika), l'atelier qui avait également développé l'autodirecteur du missile 9M31 équipant le système sol-air 9K31 Strela-1.

## Historique
Le 30 décembre 1954, le conseil des ministres de l'URSS vota la résolution 2543-1224, demandant l'étude et la mise au point de missiles air-air guidés pour pouvoir être employés sur des intercepteurs.
Le développement du K-8, connu sous le nom de « R-8 » dans l'armée rouge, commença en 1955, dans les OKB (bureaux de conception) dirigés par Matus Bisnovatyi. Comme la majeure partie des missiles air-air soviétiques, il fut fabriqué avec la possibilité de choisir entre un autodirecteur à infrarouges ou à radar semi-actif. Le missile original était compatible avec le radar Uragan-5B du Soukhoï Su-11 et d'autres avions expérimentaux de Mikoyan-Gourevitch.
Même si le R-8 ne fut pas retenu, il servit de base et fut amélioré au standard R-8M en 1961, donnant à l'arme une capacité d'engagement en face-à-face. Ce fut sous cette forme que le missile entra en service, en février 1962. Il fut encore amélioré en 1963, devenant R8M1 et étant désormais compatible avec les radars RP-11 Oriol-D des Su-15 et Yak-28P. Un développement ultérieur, en 1965, donna naissance à la version R-8M2, plus communément appelée R-98, dotée d'une portée accrue et de capteurs améliorés. Elle était également compatible avec le nouveau radar RP-11 Oryol-M « Eagle » des Su-15 et Yak-28P. La version finale, présentée en 1973, fut le R-98M1 (nom de code OTAN : « Advanced Anab »). Il bénéficiait d'une portée encore améliorée, d'une meilleure résistance aux contre-mesures, et était compatible avec les radars Taifun-M des intercepteurs Su-15TM et Yak-28PM. Une variante utilisant la tête chercheuse du missile K-13 (AA-2 Atoll), apportant une meilleure efficacité en combat tournoyant, fut développée en 1960 mais ne donna pas suite. Elle devait s'appeler K-88.
Le R-98M1 resta en service jusqu'au milieu des années 1980, période à laquelle il fut retiré du service en même temps que les derniers intercepteurs Flagon. Une version inerte destinée à l'entraînement fut aussi développée, portant le nom de UR-8M.

## Histoire opérationnelle

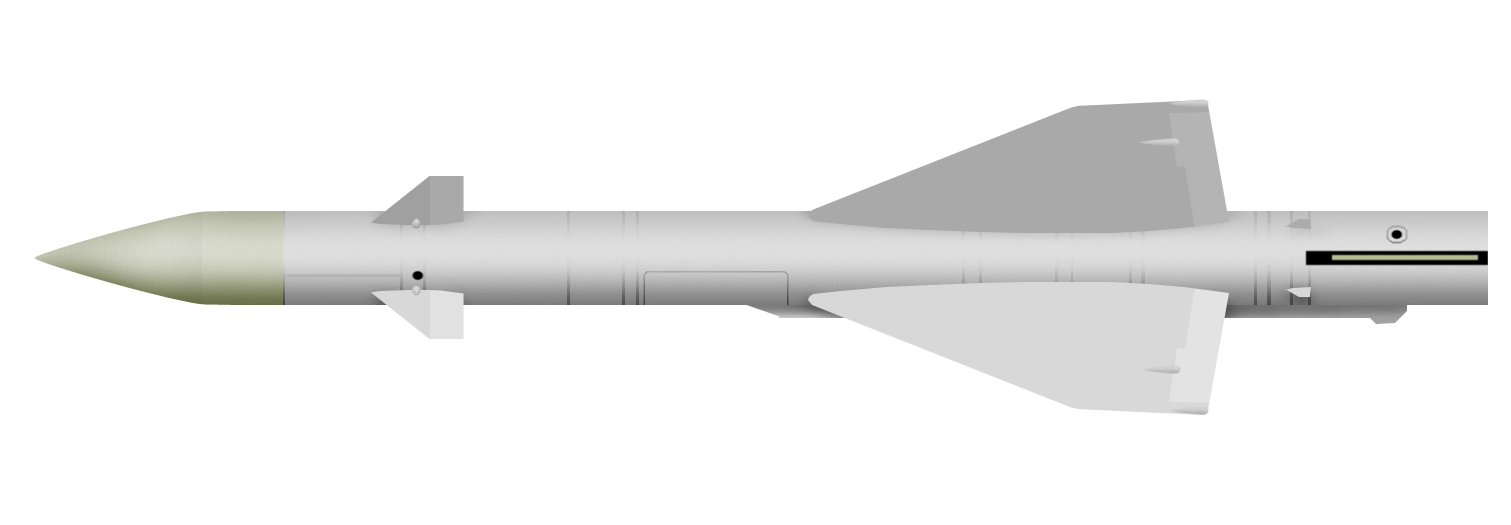
Schéma d'un Kaliningrad R-8.

Ce missile n'a jamais été employé contre un quelconque appareil militaire ennemi. Son histoire opérationnelle est malgré tout tristement célèbre, la seule cible connue qu'il ait détruit étant un airliner civil Boeing 747-230B de la compagnie aérienne nationale coréenne Korean Air.
Le 1er septembre 1983, le 747 effectuant un vol régulier (vol 007) entre New York et Anchorage fut abattu par un Su-15 à l'ouest de l'île de Sakhaline, au-dessus de la mer du Japon. À la suite d'une possible erreur de pilotage de la part du pilote, qui avait mal saisi le fonctionnement de son pilote automatique, l'avion était en train de survoler "par inadvertance" un espace aérien soviétique interdit au moment où il fut abattu.
Le général Anatoly Kornukov, commandant les bases aériennes de l'île de Sakhaline, mit la pression sur ses pilotes, et le leader de la patrouille de Su-15, le major Gennadi Osipovich, fut obligé de faire feu sur l'avion sans avoir pu prendre le temps de l'identifier correctement. Après de longues minutes de chute difficilement maîtrisée, l'avion s'écrasa et tous ses occupants furent tués. On dénombra 269 morts, parmi lesquels Lawrence McDonald, un membre du congrès des États-Unis.

## Utilisateur
- Union soviétique : Forces aériennes soviétiques